# Tasov (ort i Tjeckien, Vysočina)
Tasov är en ort i Tjeckien.   Den ligger i regionen Vysočina, i den sydöstra delen av landet, 150 km sydost om huvudstaden Prag. Tasov ligger 416 meter över havet och antalet invånare är 590.
Terrängen runt Tasov är huvudsakligen lite kuperad. Tasov ligger nere i en dal.Runt Tasov är det ganska tätbefolkat, med 134 invånare per kvadratkilometer. Närmaste större samhälle är Třebíč, 17,4 km sydväst om Tasov. Trakten runt Tasov består till största delen av jordbruksmark.